# 复活 (小说)
《复活》（俄语：Воскресение）是帝俄文学家列夫·尼古拉耶維奇·托爾斯泰晚年的代表作品，最后一部小说，于1899年出版。
《复活》是他长期进行思想和艺术探索的总结，这一时期，作者的世界观已经发生了激变，抛弃了上层地主贵族阶层的传统观念，用农民的眼光重新审查各种社会现象
起初，这篇小说被刊载在周刊《Niva》。托尔斯泰希望籍这本书暴露出被制度化的教会中的伪善，并且指出人所编写的法律是不公义的，相应地，他强调“上帝刻在每人心上的律法”——自然法，托尔斯泰曾研究康德的义务哲学与理性宗教，它们对托尔斯泰的影响都在《复活》里得到了表现。

## 故事情节
俄国贵族聂赫留朵夫在年轻时和他姑妈家的女仆卡秋莎有了感情，但后来他占有了卡秋莎并遗弃了她，导致卡秋莎怀了身孕，被赶出去，并流落成妓女。多年过去了，作为陪审员的聂赫留朵夫却在法庭上看到了卡秋莎，此时的卡秋莎被人诬告成了杀人犯。此书描述聂赫留朵夫尝试帮卡秋莎脱离痛苦的经过，并注重描写他内心和道德的挣扎。
卡秋莎被诬陷谋杀，并误判被放逐到西伯利亚。聂赫留朵夫到监牢里探望她，也遇到其他犯人，并听到了他们的经历和故事，聂赫留朵夫慢慢察觉到在自己迷人、繁华的贵族生活外，世界是充满压逼、痛苦和野蛮的行径，以前他是視若無睹的。渐渐地他知道的，看见的也越来越多，他看见人无缘无故被铐进枷锁、被打、被囚禁在地牢。这一切片段犹如一格一格的底片在他眼前曝光，例如其中有一個小孩在一个倾泻的厕所旁的粪池里睡觉，因为地板上已经没有其他空余的地方，而这個小孩亦麻木地向旁边一个男囚犯的腿上寻求爱和温暖。最后，此书的描写达到了一种诡异、可怕而梦幻的程度。

## 人物

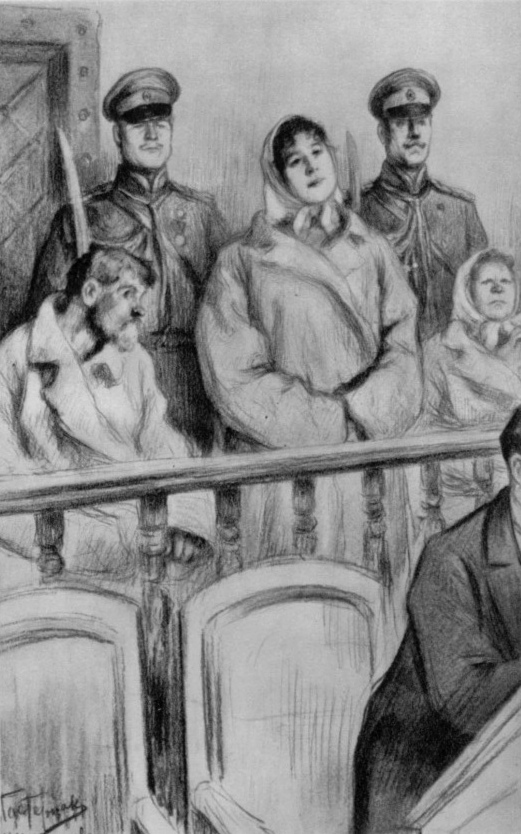
早期英语版插图

- 聂赫留朵夫（德米特里·伊万諾維奇·聂赫留朵夫）
- 卡秋莎（卡特琳娜·米哈伊洛芙娜·瑪斯洛娃）

## 大众及评论家接受程度[1]
在出版之前，许多读者已经热烈地期待着这本书。当一位评论家知道封笔了25年的托尔斯泰将会再出版一部长篇而非短篇时，他这样地说:「哦上帝，希望将会有更多更多书出版」。事实上，这本书的銷售量比《战争与和平》和《安娜·卡列尼娜》更好，然而它在现今西方的知名度却比不上托尔斯泰之前的作品，
有作家评论说《复活》中的人物比较平面化，相比较而言，托尔斯泰之前的作品更加注重对细节的描写。托尔斯泰本人希望赋予这部作品更多深层次的内涵，而非仅仅追求审美上的价值。
弗拉基米尔·伊里奇·列宁在分析托尔斯泰的创作时指出：托尔斯泰抛弃了“贵族阶层的一切传统观念，在自己晚期的作品里，对现代国家制度、教会制度、社会制度作了激烈的批判，而这些制度所赖以建立的基础，就是群众的被奴役和贫困，就是农民和一般小业主的破产，就是从上到下充满整个现代生活的暴力和伪善。”
起初此书在出版时被删减，直到1936年，完整准确的小说才正式出版。许多出版商出版了他们自己的版本，因为他们以为，托尔斯泰如之前的许多作品一样放弃了版权，不过他保留了所有版权，并把版权使用费都捐给了Dukhobors，這是一个希望转移到加拿大的俄国和平主义团体。

## 電影改編
- 1948年香港粵語電影《再生緣》，由洪仲豪、高梨痕導演，白雲、白燕主演[2]。
- 1949年香港國語電影《蕩婦心》，由岳楓導演，白光主演。[3]
- 1955年香港粵語電影《復活》，由陳文導演，張瑛監製及主演。[3]
- 1958年香港國語電影《一夜風流》，由卜萬蒼導演，李香蘭主演。[3]

## 外部連結
- Resurrection - 古腾堡计划 translated by Louise Maude